# 127-й меридіан східної довготи
127-й меридіан східної довготи — лінія довготи, що лежить на 127 градусів східніше Гринвіцького меридіана. Вона проходить від Північного полюса через Північний Льодовитий океан, Азію, Тихий океан, Індійський океан, Австралазію, Південний океан та Антарктиду до Південного полюса.
127-й меридіан східної довготи формує велике коло разом із 53-тім меридіаном західної довготи.

## Список географічних об'єктів, що перетинає 127° сх. д.
Починаючи на Північному полюсі та рухаючись до Південного полюса, 127-й меридіан східної довготи проходить через:
| Координати                                                   | Країна, територія або море | Примітки |
| ------------------------------------------------------------ | -------------------------- | --- |
| 90°0′ пн. ш. 127°0′ сх. д. / 90.000° пн. ш. 127.000° сх. д.  | Північний Льодовитий океан | |
| 77°34′ пн. ш. 127°0′ сх. д. / 77.567° пн. ш. 127.000° сх. д. | Море Лаптєвих              | |
| 73°27′ пн. ш. 127°0′ сх. д. / 73.450° пн. ш. 127.000° сх. д. | Росія                      | Проходить через дельту Лени |
| 51°0′ пн. ш. 127°0′ сх. д. / 51.000° пн. ш. 127.000° сх. д.  | КНР                        | Хейлунцзян Цзілінь Хейлунцзян — приблизно на 10 км Цзілінь                                                                              |
| 41°45′ пн. ш. 127°0′ сх. д. / 41.750° пн. ш. 127.000° сх. д. | Північна Корея             | |
| 38°13′ пн. ш. 127°0′ сх. д. / 38.217° пн. ш. 127.000° сх. д. | Південна Корея             | Проходить через Сеул та Сувон Проходить західніше Чонджу Проходить східніше Кванджу                                                     |
| 34°18′ пн. ш. 127°0′ сх. д. / 34.300° пн. ш. 127.000° сх. д. | Східнокитайське море       | Проходить східніше острова Чеджу, Південна Корея Проходить західніше острова Тонакі, Японія Проходить східніше острова Куме[en], Японія |
| 25°45′ пн. ш. 127°0′ сх. д. / 25.750° пн. ш. 127.000° сх. д. | Тихий океан                | Філіппінське море — проходить східніше островів Талауд[en], Індонезія                                                                   |
| 4°17′ пн. ш. 127°0′ сх. д. / 4.283° пн. ш. 127.000° сх. д.   | Молуккське море            | Проходить західніше островів Латалата та Касірута, Індонезія                                                                            |
| 1°43′ пд. ш. 127°0′ сх. д. / 1.717° пд. ш. 127.000° сх. д.   | Море Серам                 | |
| 3°9′ пд. ш. 127°0′ сх. д. / 3.150° пд. ш. 127.000° сх. д.    | Індонезія                  | Проходить через острів Буру |
| 3°43′ пд. ш. 127°0′ сх. д. / 3.717° пд. ш. 127.000° сх. д.   | Море Банда                 | Проходить східніше острова Ветар, Індонезія Проходить західніше острова Кісар[en], Індонезія                                            |
| 8°20′ пд. ш. 127°0′ сх. д. / 8.333° пд. ш. 127.000° сх. д.   | Східний Тимор              | Проходить через острів Тимор |
| 8°41′ пд. ш. 127°0′ сх. д. / 8.683° пд. ш. 127.000° сх. д.   | Тиморське море             | |
| 13°46′ пд. ш. 127°0′ сх. д. / 13.767° пд. ш. 127.000° сх. д. | Австралія                  | Західна Австралія |
| 32°18′ пд. ш. 127°0′ сх. д. / 32.300° пд. ш. 127.000° сх. д. | Індійський океан           | Австралія визнає цю акваторію частиною Південного океану[1][2]                                                                          |
| 60°0′ пд. ш. 127°0′ сх. д. / 60.000° пд. ш. 127.000° сх. д.  | Південний океан            | |
| 66°31′ пд. ш. 127°0′ сх. д. / 66.517° пд. ш. 127.000° сх. д. | Антарктида                 | Проходить через Австралійську антарктичну територію (претендує Австралія)                                                               |